# Устоличење
Устоличење или интронизација (од стгрч. , транслит. ) је церемонија у којој особа, обично монарх или верски поглавар, први пут формално седи на свом престолу. Устоличење се такође јавља и као део већег обреда крунисања. У општем смислу, устоличење се такође може односити на церемонију којом се обележава ступање монарха на власт, што се генерално разликује од крунисања јер се круна или друге регалије физички не додељују ономе ко се устоличи, иако регалије могу бити присутне на церемонији. Устоличења се дешавају и у црквеним и у државним окружењима, пошто се трон сматра симболом власти, како световне тако и духовне.

## Религија

### Православна црква
У православној цркви, устоличење је јавно богослужење током које се изабрани епископ симболично уводи у епископски чин. Устоличење се врши у склопу Свете литургије облачењем новоизабраног архијереја у богослужбену одежду која одговара чину.
У савременој православној цркви устоличење се врши и у односу на патријархе и поглаваре помесних или аутономних цркава који имају чин митрополита или архиепископа. 

#### Византија
Како је тачно дошло до увођења обреда устоличења цариградских патријараха у Византијском царству и какав је значај оно имало извештава Симеон Солунски: "У недељу, у присуству цара (царева), архоната и скоро целог народа, уз саслужење свих епископа и свештенства града, свечано је служена литургија у цркви Свете Софије. Неопходно је", објашњава Симеон, "да свако буде присутан приликом устоличења свог првосвештеника и види новопостављеног Патријарха на Патријаршији као самог Господа нашег Исуса Христа, и прими од њега благослов његове службе, прими мир од њега са Светог престола и са своје стране то му објављују. У заказану недељу, када су се сви сабрали у цркви, постављени Патријарх цариградски обуче пуне епископске одежде (са сакосима) и отпоче литургију, а митрополити и други епископи, поклонивши му се по обичају, обукоше свештене одежде а позвани су током малог входа. После Тросвета и молитве подељене су свеће и запаљене многе ватре као симбол благодати Духа Светога. Након тога су сви заузели своја места по чину, а оне који су били уздигнути у патријаршијски чин устоличила су прва два митрополита: ухватили су га за руке, поставили на престо и узвикнули: αξιος (значи: „Достојан!“) и три пута певало сво свештенство унутар олтара, где је обављено устоличење, а изван олтара αξιος су певали три пута хорови. Након обреда устоличења, похвале царева и новог патријарха, литургија је настављена уобичајеним патријаршијским обредом. Митрополит Ираклије, који има право да изврши обред устоличења Патријарха, примио је од њега благослов, након чега је прочитан апостол. Након тога, новопостављени Патријарх је призивао мир и читало се Божанско Јеванђеље. Новопостављени Патријарх је, по обичају, потом одслужио литургију".
Устоличење је био седми и претпоследњи чин у процесу избора цариградског патријарха у Византијском царству и пре обреда братског општења са предстојницима других православних аутокефалних Цркава Истока. Византијски обред устоличења Патријарха сачувао се у пракси Цариградске цркве и после пада Византије.

#### Руска православна црква
Устоличавање је познато од појаве првих руских митрополита у Русији. Иларион Кијевски (умро око 1055. године) је писао: „Ја... од побожних епископ је светиња и постављена.“
Савремени обред освећења настаје након што се именовани Патријарх обуче у одећу која одговара патријаршијском чину, уз наметање великог парамана. Затим, у олтару, два старца по хиротонији митрополита три пута воде постављеног Патријарха на Патријаршијско високо сједиште. Истовремено се чита молитва: Божанска благодат, слабо исцељење, осиромашено допуњавање и промисао увек делујући за Његове свете Православне Цркве, поставља на престо свете Високе Архијереје руске Петра, Алексија, Јону, Макарија, Филипа, Јова, Хермогена и Тихона, Оца нашег. име, Његова Светост Патријарх великог града Москве и све Русије, у име Оца. Амин. Акиос!
Као одговор, присутни свештенство и верни народ кличу „Акиос, акиос, акиос“. Затим после возгласа „и Син. Амин“, следи друга молитва, а после „Дух Свети. Амин“ – трећи. На крају молитве, предатом Патријарху се уручује нови сакос и омофор на послужавнику, као и две панагије и крст. Након отпуста литургије, новопостављеном Патријарху се поклања и патријаршијски штап.

#### Српска православна црква

##### Устоличење српских патријарха
Након уједињавање помесних српских црквених области на територији новостворене краљевине Југославије,  у аутокефалну Српску православну цркву и након избора митрополита београдског и целе Србије Димитрија Павловића за патријарха српског, наметало се питање његовог устоличења у историјској Пећкој патријаршији.
Устоличење је конципирано као црквена свечаност, величанствени литургијско-светотајнски обред, којим се поглавар обновљене Српске цркве уводи у трон, смештен у граду који је био средњовековна престоница. 
Устоличење патријарха Димитрија Павловића је обављено четири године након његовог избора, с обзиром да је Цркви требало времена да се консолидује након уједињења српских помесних црквених области у један устројени организам. Ово устоличење је било брижљиво планирано и спроведено уз потпору државних власти.

### Католичка црква
Папско устоличење или папско устоличење је литургијска служба Римокатоличке цркве за црквену инвеституру службе римског папе. Више не укључује стару хиљаду година стару церемонију крунисања папе. У Католичкој цркви постоји и посебан литургијски чин увођења новоизабраног бискупа у службу, који се назива ингрес.